# Parábola dos dois filhos

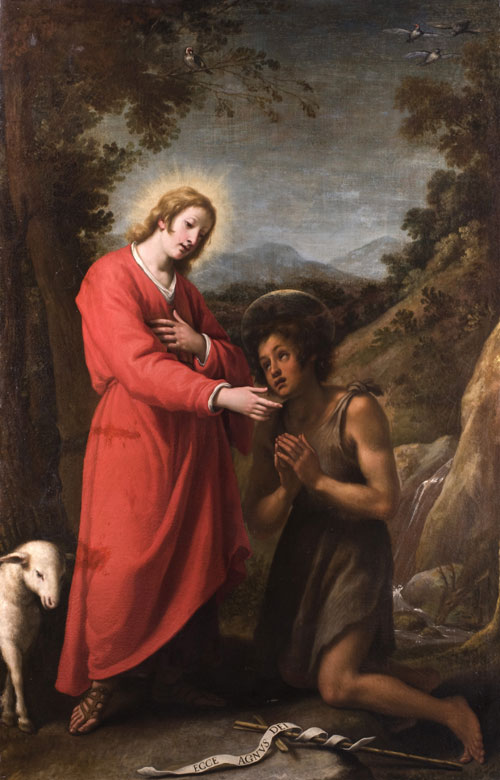
Jesus e João Batista.
Por Matteo Rosselli.

A Parábola dos dois filhos é uma parábola de Jesus encontrada apenas em Mateus 21:28–32.

## A Parábola
²⁸Mas, que vos parece? Um homem tinha dois filhos, e, dirigindo-se ao primeiro, disse: Filho, vai trabalhar hoje na minha vinha.  ²⁹Ele, porém, respondendo, disse: Não quero.  Mas depois, arrependendo-se, foi.  ³⁰E, dirigindo-se ao segundo, falou-lhe de igual modo; e, respondendo ele, disse: Eu vou, senhor; e não foi.  ³¹Qual dos dois fez a vontade do pai?  Disseram-lhe eles: O primeiro. Disse-lhes Jesus: Em verdade vos digo que os publicanos e as meretrizes entram adiante de vós no reino de Deus.  ³²Porque João veio a vós no caminho da justiça, e não o crestes, mas os publicanos e as meretrizes o creram; vós, porém, vendo isto, nem depois vos arrependestes para o crer.

## Significado
O segundo filho refere-se àqueles que entraram na igreja mas não cumpriram seus pactos.  "Eu vou, senhor; e não foi."
O primeiro filho, refere-se àqueles que não fizeram pactos nem os quebraram, mas se arrependeram plenamente, voltando para o caminho do Senhor, segundo os requisitos da Lei. "Não quero. Mas depois, arrependendo-se, foi."
Parte da igreja desviava-se, ao passo que réprobos tomavam um caminho melhor.